# Arms
Arms er et kampspil, der er udviklet og udgivet af Nintendo til Nintendo Switch. Spillet giver op til fire spillere kontrol over en kæmper hver for at kæmpe mod hinanden på forskellige arenaer. Kæmperne bruger forskellige typer af forlængelige arme til at slå, kaste, blokere og undgå slag fra sine modstandere. Spillet indeholder ti kæmpere med unikke egenskaber og manøvrer. Derudover er der flere spiltilstande for en eller flere spillere, både lokalt og over internettet.
Arms blev lanceret 16. juni 2017 på Nintendo Switch.